# Москаленко Олексій Трофимович
Олексій Трохимович Москаленко (нар. 20 травня 1921, Берестівка, Сумська область, УРСР, СРСР пом. жовтень 2014) — радянський і російський релігієзнавець і філософ, фахівець з соціальної філософії і теорії пізнання. Доктор філософських наук, професор. Заслужений діяч науки РРФСР.

## Біографія
Народився 21 травня 1921 року.
Навчався в зоотехникуме в селі Хомутець (недалеко від Миргорода).
У грудні 1940 року вступив в Краснодарське стрілецька училище, оскільки хотів стати льотчиком.
Ветеран Великої Вітчизняної війни. Був важко поранений.
У 1946-1952 навчався на відділенні логіки філософського факультету ЛДУ. З 1948 року поєднував навчання в університеті з роботою в середніх школах Ленінграда, був викладачем логіки і психології.
У 1952—1956 працював місті Чернівці в школах, вчительському та педагогічному інститутах викладачем логіки і психології.
Після переїзду сім'ї до Махачкали з жовтня 1956 працював інспектором шкіл Міністерства освіти Дагестанської АРСР.
У жовтні 1959 року був зарахований на 3-й курс аспірантури філософського факультету МДУ імені М. В. Ломоносова.
У вересні 1960 році закінчив аспірантуру і захистив дисертацію на здобуття наукового ступеня кандидата філософських наук за темою «Соціальні корені і реакційна сутність ідеології та діяльності секти иеговистов». Після захисту був направлений в Новосибірськ на роботу ЗІ АН СРСР, де протягом 10 років вів викладацьку роботу з аспірантами на кафедрі філософії.
У 1977 році в МДУ імені М. В. Ломоносова захистив дисертацію на здобуття наукового ступеня доктора філософських наук за темою «Ідеологія та діяльність християнських сект: (Класова природа і функція есхатологічних і хилиастических навчань)» (Спеціальність 09.00.06 — науковий атеїзм).
У 1981 році призначений завідувач Сектором методологічних проблем природничих, суспільних і технічних наук, який займається проведенням семінарів наукових установ Сибіру, а також роботу по виданню їхніх праць. За 10 років було видано у видавництві «Наука» 36 томів праць.
21 вересня 1991 року Указом Президента РРФСР було присвоєно почесне звання «Заслужений діяч науки РРФСР».

## Наукові праці

### Монографії і збірники
- Москаленко А. Т. Історія і теорія атеїзму. [У співавт.]. М., 1962
- Москаленко А. Т. П'ятидесятники. — М., 1966 (2-е изд. 1973.; 3-е изд. на молд. яз. Кишинів, 1976);
- Москаленко А. Т. Сучасний иеговизм. — Новосибірськ: Наука. Сіб. отд-ня, 1971
- Москаленко А. Т. Ідеологія та діяльність християнських сект. Новосибірськ, 1978;
- Москаленко А. Т., Чечулин А. А.  Мікросередовище віруючого і атеїстичне виховання . — Новосибірськ: Наука. Сіб. отд-ня, 1979. — 222 с.
- Москаленко А. Т. Н. Р. Чернишевський та його спадщина: [Сб. статей] / АН СРСР, Сіб. отд-ня, Ін-т історії, філології і філософії; [Упоряд. А. Т. Москаленко. — Новосибірськ : Наука: Сиб. отд-ня, 1980. — 367 с
- Москаленко А. Т. Методологічні та філософські проблеми хімії: [Сб. статей] / АН СРСР, Сіб. отд-ня, Ін-т історії, філології і філософії, Ін-т каталізу; [Упоряд. і авт. предисл. А. Т. Москаленко]. — Новосибірськ : Наука: Сиб. отд-ня, 1981. — 333 с.
- Москаленко А. Т. Методологічні та філософські проблеми біології: [Сб. статей] / АН СРСР, Сіб. отд-ня, Ін-т історії, філології і філософії, Ін-т цитології і генетики; [Упоряд. і авт. предисл. А. Т. Москаленко]. — Новосибірськ : Наука: Сиб. отд-ня, 1981. — 415 с.
- Москаленко А. Т. Методологічні проблеми дослідження суспільних відносин і особистості. [У співавт.]. — Новосибірськ, 1981;
- Москаленко А. Т. Методологічні та філософські проблеми фізики: [Сб. ст.] / АН СРСР, Сіб. отд-ня, Ін-т історії, філології і філософії, Ін-т теплофізики; [Упоряд. А. Т. Москаленко. — Новосибірськ : Наука: Сиб. отд-ня, 1982. — 334 с.
- Москаленко А. Т. Методологічні проблеми комплексних досліджень: [Сб. ст.] / АН СРСР, Сіб. отд-ня, Ін-т історії, філології і філософії; [Упоряд. і авт. предисл. А. Т. Москаленко]. — Новосибірськ : Наука: Сиб. отд-ня, 1983. — 316 с.
- Москаленко А. Т. Методологічні та філософські проблеми мовознавства та літературознавства: [Сб. ст.] / АН СРСР, Сіб. отд-ня, Ін-т історії, філології і філософії; [Упоряд. А. Т. Москаленко. — Новосибірськ : Наука: Сиб. отд-ня, 1984. — 335 с.
- Москаленко А. Т., Сержантів В. Ф. Особистість як предмет філософського пізнання. Філософська теорія особистості та її психологічні та біологічні підстави. — Новосибірськ: Наука. Сіб. отд-ня, 1984.
- Москаленко А. Т. Роль методології у розвитку науки: [Сб. ст.] / АН СРСР, Сіб. отд-ня, Ін-т історії, філології і філософії; [Упоряд. і авт. предисл. А. Т. Москаленко]. — Новосибірськ : Наука: Сиб. отд-ня, 1985. — 316 с.
- Москаленко А. Т. Методологічні установки вченого: Природа і функції / В. П. Ворожцов, А. Т. Москаленко; Відп. ред. Р. Р. Яновський; АН СРСР, Сіб. отд-ня, Ін-т історії, філології і філософії. — Новосибірськ : Наука: Сиб. отд-ня, 1986. — 332,[2] с.
- Москаленко А. Т. Соціально-економічні чинники прискорення науково-технічного прогресу: [У 3 ч. / Упоряд. і авт. предисл. А. Т. Москаленко]. Ч. 2. — Новосибірськ : Наука, 1987. — С. 132—275.
- Москаленко А. Т. Гносеологічна природа і методологічна функція наукової теорії. [У співавт.]. — Новосибірськ: Наука, 1990;
- Москаленко А. Т. 50 років Перемоги радянського народу над фашизмом у Великій Вітчизняній війні: Матеріали навч. конф. / [Упоряд. і авт. предисл. А. Т. Москаленко]. — Новосибірськ : Наука, 1995. — 425 с.
- Москаленко А. Т. Соціалізм — вибір історії: [Сб. ст.] / О-во «Ріс. вчені соц. орієнтації». Сіб. отд-ня, Рада ветеранів війни, праці та вооруж. сил Сов. р-на р. Новосибірська; Упоряд., отв. ред. і авт. предисл. Засл. діяльність. науки РРФСР, докт. філос. наук А. Т. Москаленко]; — Новосибірськ: О-во «Ріс. вчені соціаліст. орієнтації». Сіб. отд-ня, 1998. — 276,[1] с.

### Статті
- Методологія у сфері теорії та практики / [А. Т. Москаленко, А. А. Погорадзе, А. А. Чечулин та ін]; Відп. ред. А. Л. Симанов, Ст. Н. Карпович; АН СРСР, Сіб. отд-ня, Ін-т історії, філології і філософії. — Новосибірськ : Наука: Сиб. отд-ня, 1988. — 303,[2] с. ISBN 5-02-029074-2
- Москаленко А. Т. Людський фактор прискорення соціального та науково-технічного прогресу: Тез. докл. — Новосибірськ: Б. в., 1989-. — 20 див. Секція 4. — Новосибірськ: Б. в., 1989. — 180 с.
- Москаленко А. Т. Нормативно-регулююча функція релігії та особливості її прояву в правосвідомості віруючого // Сучасні проблеми права та правові технології. Новосибірськ, 2000.

### Наукова редакція
- Москаленко А. Т. В допомогу філософських методологічних семінарів: Метод. матеріали / АН СРСР, Сіб. отд-ня, Навч. рада філос. (методол.) семінарів при Президії СО АН СРСР, ДПНТБ; [Редкол.: Москаленко А. Т. (відп. ред.) та ін]. — Новосибірськ: ДПНТБ, 1982. — 74 с.
- Москаленко А. Т. Науковий атеїзм, релігія і сучасність: [Сб. ст.] / АН СРСР, Сіб. отд-ня, Ін-т історії, філології і філософії; Відп. ред. А. Т. Москаленко. — Новосибірськ : Наука: Сиб.отд-ня, 1987. — 333,[1] с.